# Babylon (Kino)

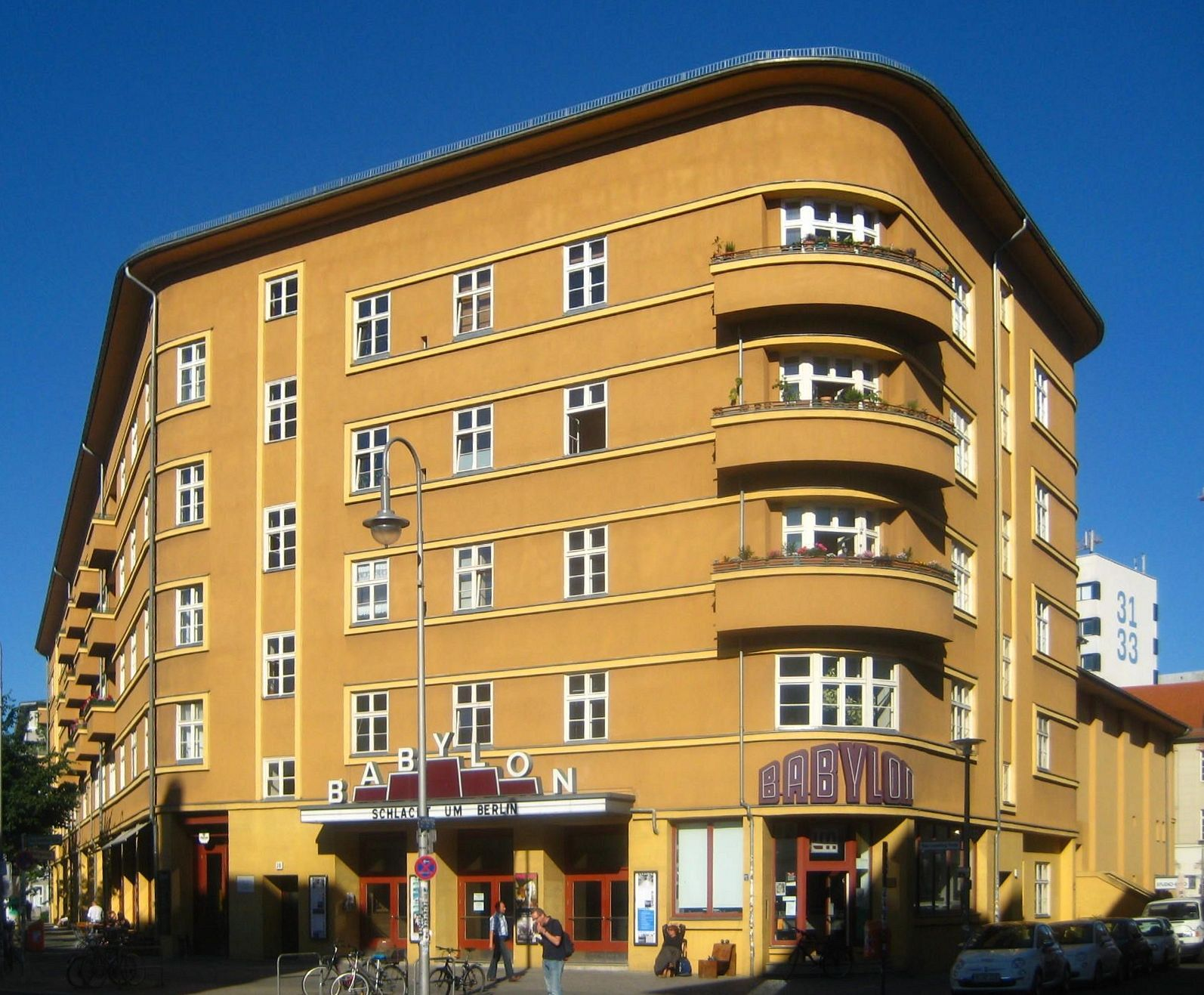
Das Babylon von der Kreuzung Hirtenstraße/Rosa-Luxemburg-Straße aus gesehen, 2010

Das Babylon ist ein Kino im Berliner Ortsteil Mitte, das Teil eines denkmalgeschützten Gebäudekomplexes am Rosa-Luxemburg-Platz gegenüber der Volksbühne ist. Das Gebäude wurde 1928/1929 nach Plänen des Architekten Hans Poelzig errichtet und gilt als ein beispielhaftes Werk in dessen Schaffensperiode der Neuen Sachlichkeit. 1948 wurde das Haus stark umgebaut und diente danach in der DDR als Spartenkino. Nachdem der Saal des Kinos 1993 wegen Einsturzgefahr hatte gesperrt werden müssen, wurde er von 1999 bis 2001 saniert und denkmalgerecht rekonstruiert. Die Rekonstruktion wurde 2002 mit dem „Deutschen Preis für Denkmalschutz“ prämiert. 

## Planung und Architektur (1927–1929)

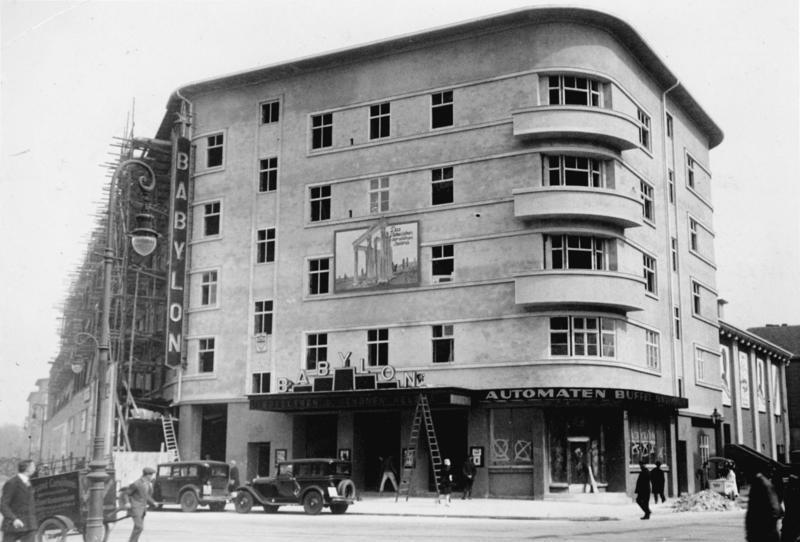
Kino Babylon, 1929

Hans Poelzig entwarf 1927–1929 im Auftrag des Bauherren Alfred Schrobsdorff am damaligen Bülowplatz (heute: Rosa-Luxemburg-Platz) acht Blöcke für eine Blockrandbebauung des Platzes. Die fertiggestellten Blöcke enthielten 170 Wohnungen und 80 Läden. Der Block, in dem sich das Babylon befindet, hat die Form eines rechtwinkligen Dreiecks, wobei Hirtenstraße und Kleine Alexanderstraße die Katheten bilden, während die Weydingerstraße den Block als Hypotenuse begrenzt. Der Grundriss des Blocks ist an der eigentlich spitzwinkligen Ecke Weydinger-/Hirtenstraße mit einer Facette versehen, sodass das Gebäude eine kurze Fassade zur Rosa-Luxemburg-Straße hat. Hier befindet sich in der Nummer 30 der Eingang zum Kino. Der Block des Babylon ist nach Kriegszerstörungen das einzig vollständig erhaltene Ensemble aus dem Gesamtentwurf von Poelzig.
Der Baukörper ist durch eine gebänderte Umfassung der Fensterreihen und ein weit überkragendes Gesims an der Dachplatte stark horizontal gegliedert. Die Fassade ist ockerfarbig verputzt, die Bänder sind in einem helleren Gelbton – ebenfalls in Putz – ausgeführt. Ganz im Sinne der Neuen Sachlichkeit war auch die Innengestaltung durch sparsame Materialverwendung bei gleichzeitiger Ausnutzung der emotionalen Wirkung von Farben und Formen geprägt:

„Aus einem geräumigen, in grau, rot und gelb gehaltenen Vestibül, von dem zwei breite Treppen zur Empore hinaufführen, gelangt man in den stattlichen Zuschauerraum, dem ohne jeden Aufwand an Schmuckformen lediglich durch farbige Behandlung eine warme und behagliche Stimmung gegeben ist. Wand und Decke sind in einem abgetönten Gelb gehalten, die Rangnische und die Parkettlogen sind rot herausgestrichen und mit schmalem kupferfarbenem Band abgesetzt, die Brüstung des Gestühls ist blau, das Gestühl mit einem Samt von gleicher Farbe bespannt. Das Holzwerk der Türen und die Gitter der Heizung und Lüftung sind rot gestrichen.“

Poelzig arbeitete auch als Szenenbildner und Architekt für Film und Theater der 1920er Jahre, der bedeutendste Film unter seiner Mitwirkung war Der Golem, wie er in die Welt kam (1920) von Paul Wegener und Carl Boese. Neben dem Babylon entwarf Poelzig noch zwei weitere Kinos: in Berlin das Capitol am Zoo (1924–1926) und in Breslau das Deli (1926/1927).

## Nutzungsgeschichte bis zur Restaurierung (1929–1999)

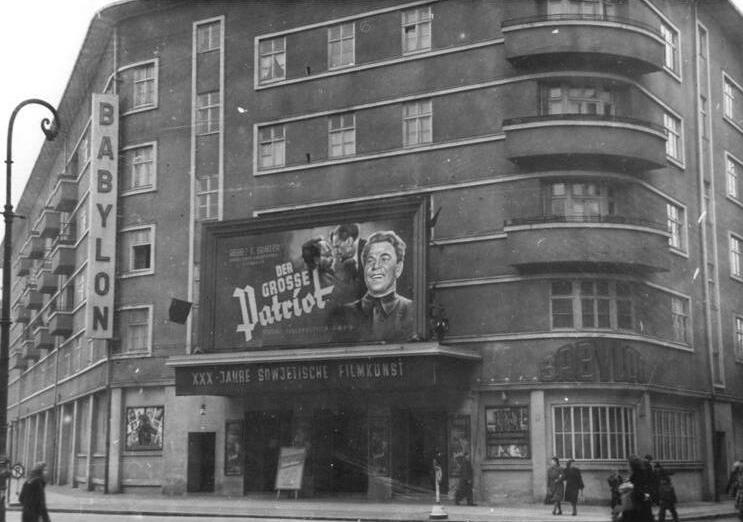
Kino Babylon, Uraufführung Der große Patriot am 30. Dezember 1949

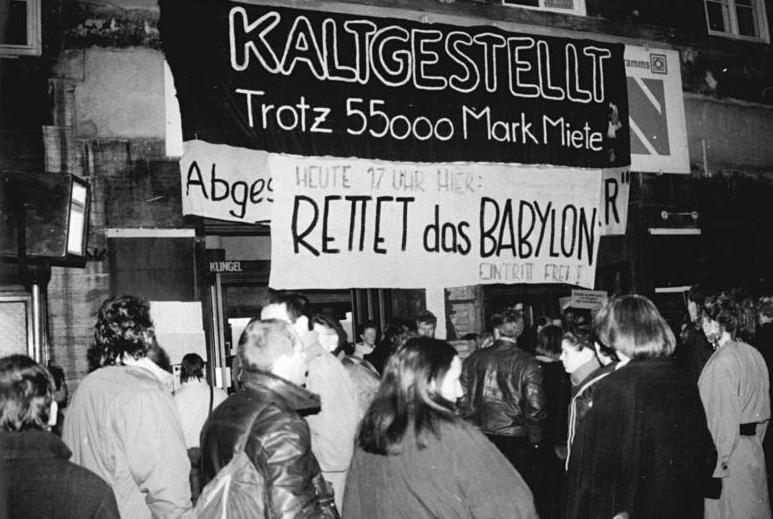
Demonstration gegen die Schließung des Kinos, 9. Januar 1990

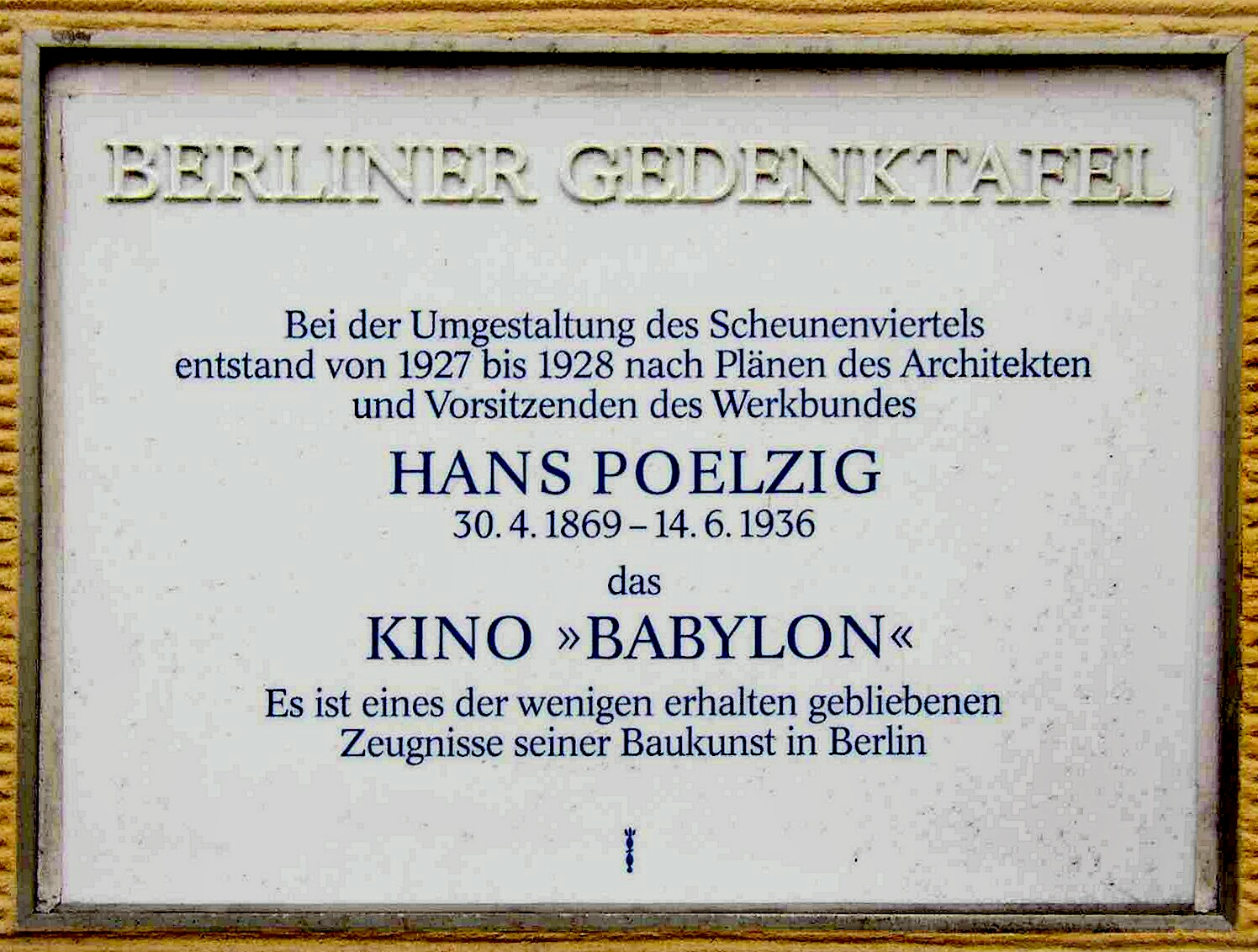
Berliner Gedenktafel am Kino

Am 11. April 1929 wurde das Babylon als Stummfilmkino eröffnet. Zur musikalischen Begleitung der Filme gab es einen Orchestergraben und eine Kinoorgel. Beim Umbau (1948) wurde der Orchestergraben geschlossen und die Orgel abgebaut. Ein Filmvorführer des Babylon, Rudolf Lunau, gehörte von der „Machtergreifung“ 1933 bis zu seiner Verhaftung 1934 einer illegalen Widerstandszelle der KPD an, deren Treffen er in „seinem“ Vorführraum abhielt, wo er auch untergetauchte Regimegegner versteckte. Seit Anfang der 1980er Jahre erinnert eine Metalltafel im Foyer des Kinos an Rudolf Lunau.
Nach dem Ende des Zweiten Weltkriegs wurde das Babylon am 18. Mai 1948 unter der Leitung der Sovexportfilm-Vertretung in Deutschland als Uraufführungstheater wiedereröffnet. Das Kino Babylon diente bis 1989 als Spartenkino der DDR, aber auch Aufführungen des Staatlichen Filmarchivs der DDR und des Verbandes der Film- und Fernsehschaffenden der DDR (VFF) fanden hier statt, so 1984–1989 die Reihe Angebote des DEFA-Studios für Dokumentarfilme. 1993 musste der Große Saal des Kinos wegen Einsturzgefahr baupolizeilich geschlossen werden. Das Foyer des Kinos wurde daraufhin zu einer provisorischen Spielstätte mit 68 Plätzen umgebaut.

## Restaurierung (1999–2001)
Die zweijährige Sanierung des Babylon begann 1999. Sie kostete zehn Millionen Mark und wurde zu 60 Prozent vom Land Berlin aus dem Etat für städtebaulichen Denkmalschutz finanziert; Lottofördergelder in Höhe von zwei Millionen Mark standen für Sessel, Film- und Tontechnik bereit. Die wesentlichen Sanierungsmaßnahmen waren am Dach und der Decke des großen Saals notwendig. Dabei wurden die nicht mehr tragfähigen Holzbalken in der Decke durch Stahlträger ersetzt und darauf ein neues Dach errichtet. Die Fassade wurde ebenfalls erneuert.
Im Sinne einer kritischen Rekonstruktion war das Ziel des Umbaus der Innenräume nicht, durchgehend einen willkürlich datierten „Ursprungszustand“ zu erreichen, sondern die bewusste Darstellung der verschiedenen Bauzustände und Nutzungsepochen. So wurde im Foyer der Eröffnungszustand von 1928 angestrebt, während der Saal in der Art des Umbaus von 1948 renoviert wurde: mit Plüschsesseln, Stuck und vergoldeten Details. Der Ursprungsbau war sowohl als Kino als auch als Theater nutzbar und besaß daher ein Bühnenhaus. In diesem hinter der Leinwand des großen Saals liegenden Raum entstand der kleine Saal. Der Orchestergraben des großen Saals wurde wiederhergestellt, sodass nun wieder Musik zum Film live in Kammerorchesterbesetzung gespielt werden kann. 1999 wurde die damals 70 Jahre alte Philipps-Kinoorgel restauriert, die damit als einzige Kinoorgel in Deutschland noch am Original-Standort betrieben wird.
Im Mai 2001 fand mit dem Film Othello (1952) von Orson Welles die Wiedereröffnung des großen Saals statt. Der Verein „Berliner Filmkunst Babylon“ bekam 2002 die „Silberne Halbkugel“ des Deutschen Preises für Denkmalschutz verliehen. Gewürdigt wurden dabei die Architekten Joachim Roemer (Verein) und Klaus Meyer-Rogge (Planung und Bauleitung) für die Rettung eines „Schlüsselbaus der Kinoarchitektur“.

## Heutige Nutzung (seit 2001)
Seit 2001 wird das Babylon wieder genutzt, primär als Programmkino, aber auch für Kulturveranstaltungen. Das Kino bot ursprünglich 1200 Zuschauern in einem Saal Platz, ist aber aktuell in drei Säle mit 500, 68 und 43 Plätzen geteilt.

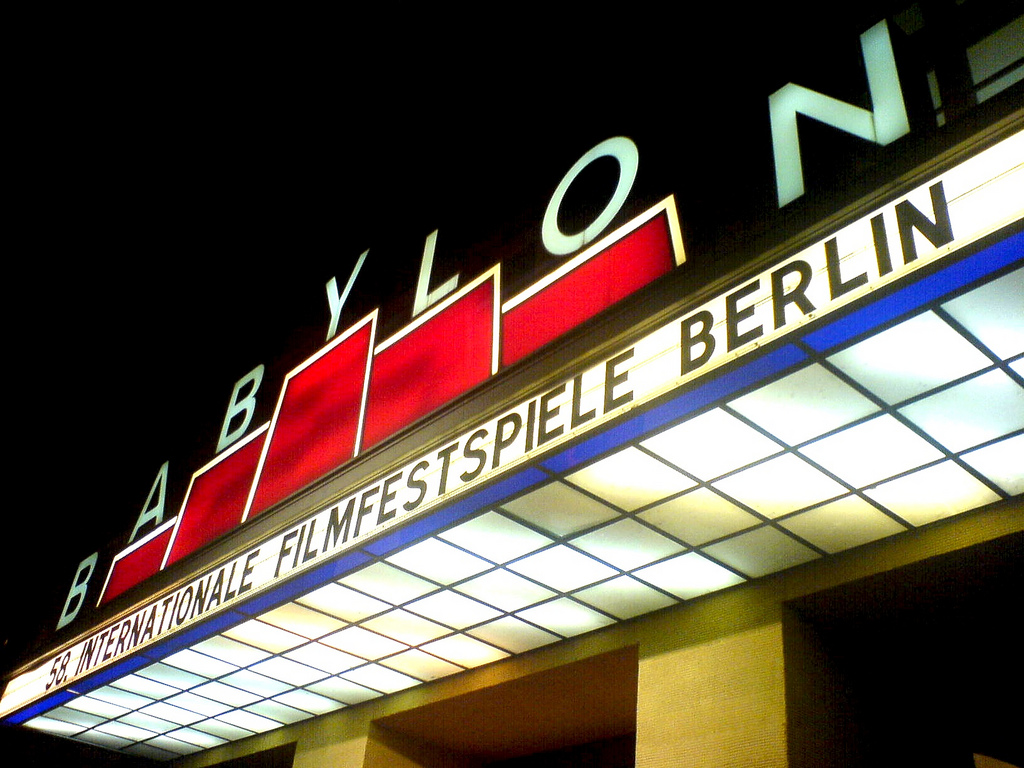
Eingang während der Berlinale

Das Babylon diente als ein Austragungsort der Internationalen Filmfestspiele Berlin (Berlinale). Im Babylon wird jeweils im März außerdem das Fußballfilm-Festival 11mm ausgerichtet. Der Kriminalbiologe Mark Benecke hält seit dem Jahr 2000 im Babylon regelmäßig öffentliche Vorträge zu Kriminalistik, Kriminalfilmen und Kriminalbiologie.
Durch die Instandsetzung der Kinoorgel wurde die Reihe „StummfilmKonzerte“ mit dem Komponisten und Pianisten Stephan von Bothmer möglich, der die Orgel am 26. Mai 2001 zur Aufführung des Filmes Der Golem, wie er auf die Welt kam einweihte.
Als letztes erhaltenes Kino der Stummfilmzeit aus den 1920er Jahren setzt das Babylon seither einen thematischen Schwerpunkt auf die Aufführung von Stummfilmen: Mit Anna Vavilkina beschäftigt das Kino Deutschlands einzige festangestellte Kino-Organistin. Außerdem wurde anlässlich des 90-jährigen Jubiläums des Hauses im Jahr 2019 das Babylon Orchester Berlin gegründet. Es begleitet unter der künstlerischen Leitung von Hans Brandner live Aufführungen von Filmen der Epoche. Im Herbst 2021 feierte Geschlechterkrise von Malte Wirtz, der erste deutsche Stummfilm in Spielfilmlänge seit Jahrzehnten, seine Premiere.
Im großen Kinosaal sitzt seit 2014 in der Mitte der Reihe 4 eine lebensgroße Figur des Stummfilm-Regisseurs Ernst Lubitsch im Sinne eines „Ehren-Stammgastes“.

## Kino-Orgel

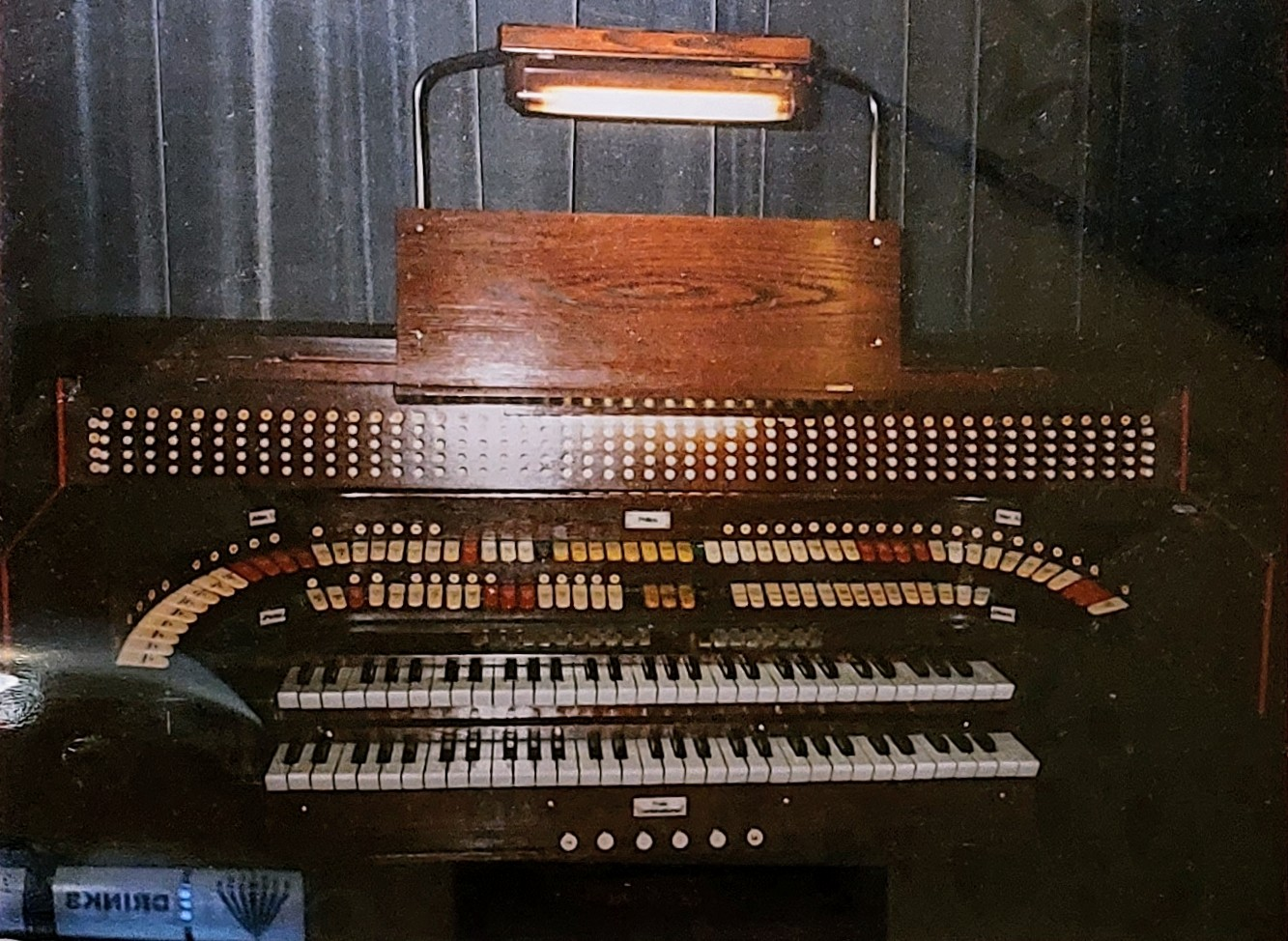
Spieltisch der Orgel

Die große Orgel wurde 1929 von dem Orgelbauer J. D. Philipps erbaut und wurde von der Orgelbaufirma Jehmlich (Dresden) restauriert. Das Taschenladen-Instrument hat 66 Register und 31 Effektregister auf zwei Manualwerken und Pedal. Die Spiel- und Registertrakturen sind elektrisch.
| I. Manualwerk C–c4 |                    |           |
| 01.                | Gedackt            | 16′       |
| 02.                | Viola              | 16′       |
| 03.                | Bordun             | 08′       |
| 04.                | Cello              | 08′       |
| 05.                | Gamba              | 08′       |
| 06.                | Konzertflöte       | 08′       |
| 07.                | Vox coelestis      | 08′       |
| 08.                | Aeoline            | 08′       |
| 09.                | Prinzipal          | 08′       |
| 10.                | Klarinette         | 08′       |
| 11.                | Saxophon           | 08′       |
| 12.                | Trompete           | 08′       |
| 13.                | Vox humana         | 04′       |
| 14.                | Tibia Clausa       | 08′       |
| 15.                | Lotosflöte         | 08′       |
| 16.                | Schwachflöte       | 04′       |
| 17.                | Schwebende Violine | 04′       |
| 18.                | Oktav              | 04′       |
| 19.                | Violine            | 04′       |
| 20.                | Konzertflöte       | 04′       |
| 21.                | Tibia              | 04′       |
| 22.                | Clairon            | 04′       |
| 23.                | Piccolo            | 04′       |
| 24.                | Terz               | 0001 3⁄5′ |
| 25.                | Quinte             | 0002 ⁄3′  |
|                    | Tremolo            |           |

| II. Manualwerk C–c4 |                    |     |
| 26.                 | Violon             | 16′ |
| 27.                 | Lieblich Gedackt   | 16′ |
| 28.                 | Prinzipal          | 16′ |
| 29.                 | Lieblich Gedackt   | 08′ |
| 30.                 | Viola              | 08′ |
| 31.                 | Solo-Viola         | 08′ |
| 32.                 | Orchesterflöte     | 08′ |
| 33.                 | Aeoline            | 08′ |
| 34.                 | Vox coelestis      | 08′ |
| 35.                 | Klarinette         | 08′ |
| 36.                 | Solo Saxophon      | 08′ |
| 37.                 | Vox humana         | 08′ |
| 38.                 | Waldhorn           | 08′ |
| 39.                 | Tibia Clausa       | 08′ |
| 40.                 | Lotosflöte         | 08′ |
| 41.                 | Zartflöte          | 04′ |
| 42.                 | Oktav              | 04′ |
| 43.                 | Schwebende Violine | 04′ |
| 44.                 | Solo Violine       | 04′ |
| 45.                 | Orchesterflöte     | 04′ |
| 46.                 | Tibia              | 04′ |
| 47.                 | Clairon            | 04′ |
| 48.                 | Vox humana         | 04′ |
| 49.                 | Bach-Flöte         | 02′ |
|                     | Tremolo            |     |

| Pedalwerk C–f1 |               |     |
| 50.            | Subbass       | 16′ |
| 51.            | Gamba         | 16′ |
| 52.            | Saxophon      | 16′ |
| 53.            | Gedackt       | 08′ |
| 54.            | Tibia Clausa  | 08′ |
| 55.            | Cello         | 08′ |
| 56.            | Prinzipalbass | 08′ |
| 57.            | Violonbass    | 08′ |
| 58.            | Bassflöte     | 08′ |
| 59.            | Trompete      | 08′ |
| 60.            | Saxophon      | 08′ |
| 61.            | Klarinette    | 08′ |
| 62.            | Cello         | 04′ |
| 63.            | Oktavbass     | 04′ |
| 64.            | Violonbass    | 04′ |
| 65.            | Flötenbass    | 04′ |
| 66.            | Chorbass      | 04′ |

| Kinoeffekte       |
| Kirchenglocken    |
| Orchesterglocken  |
| Glockengeläut     |
| Pauke             |
| Türk. Becken      |
| große Trommel     |
| kleine Trommel    |
| Holztrommel       |
| Kastagnetten      |
| Pferdegetrappel   |
| Kuhglocken        |
| Gong schwach      |
| Gong stark        |
| Harfe             |
| Xylophon          |
| Triangel          |
| Tamburin          |
| Tom-Tom           |
| Schlittenschellen |
| Becken            |
| Vogelgezwitscher  |
| Telefon           |
| Bootspfeife       |
| Sirene            |
| Feueralarm        |
| Bosch-Horn        |
| Eisenbahn         |
| Sturm             |
| Regen             |
| Donner            |
| Brandung          |

- Koppeln: I/I (Super- und Suboktavkoppeln), II/I, II/II (Super- und Suboktavkoppeln), I/P, II/P.
- Spielhilfen: 10 feste Kombinationen, 4 freie Kombinationen, Tutti; Registercrescendo (15 Stufen) für 1. Manualwerk und Pedal;